# Bräunsdorf (Limbach-Oberfrohna)
Bräunsdorf ist ein Ortsteil der Großen Kreisstadt Limbach-Oberfrohna im sächsischen Landkreis Zwickau. Er wurde am 1. November 1998 eingemeindet.

## Geografie

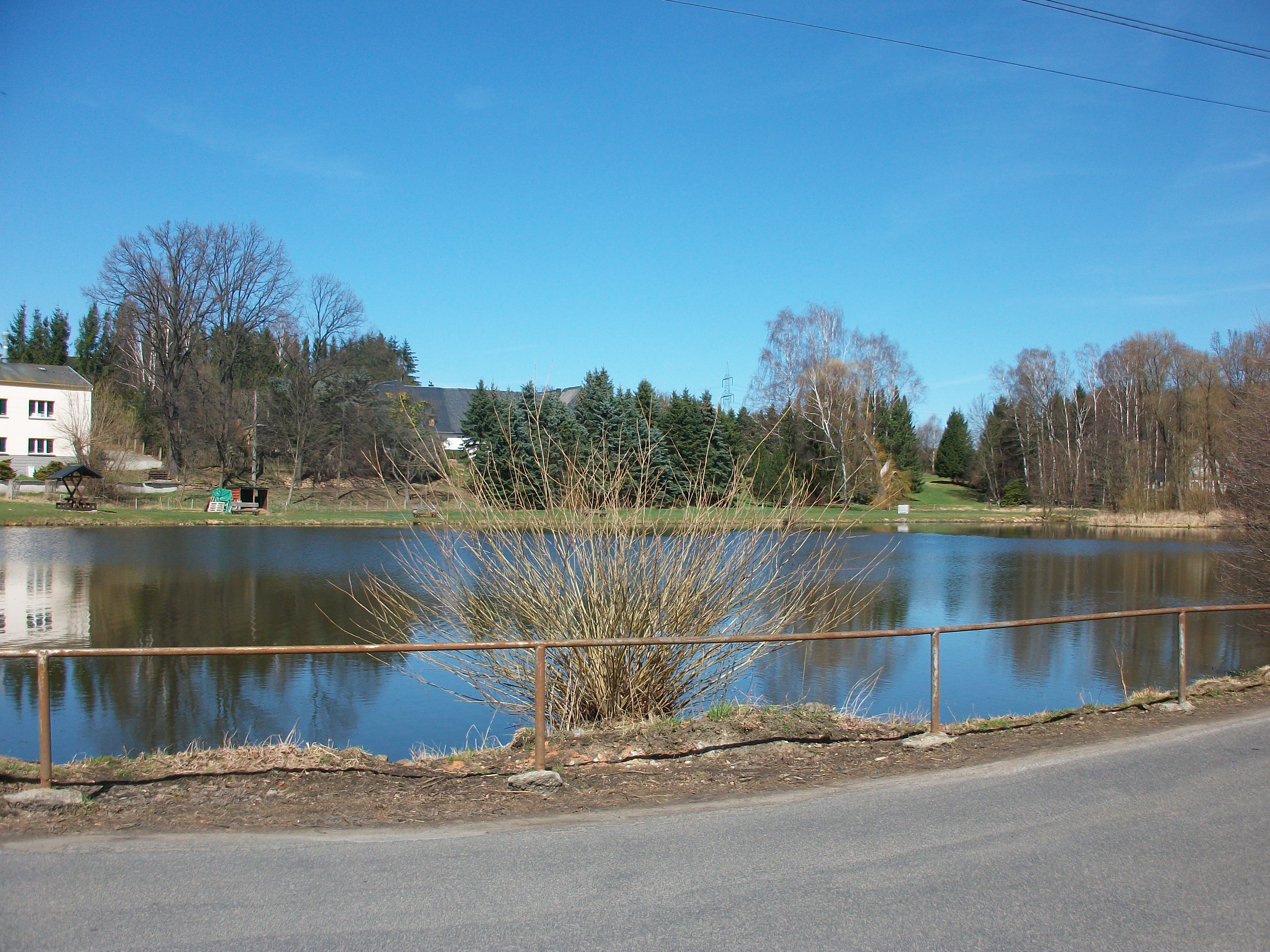
Dorfteich in Bräunsdorf

### Geografische Lage und Verkehr
Bräunsdorf liegt im nordwestlichen Stadtgebiet von Limbach-Oberfrohna. Durch Bräunsdorf fließt der Herrnsdorf-Bräunsdorfer Bach, ein Zufluss der Zwickauer Mulde. In Richtung Norden wird über die Mühlauer Straße die Anschlussstelle Niederfrohna der Bundesautobahn 72 erreicht.

### Nachbarorte
|                 | Wolkenburg-Kaufungen (Ortsteil Kaufungen)   | Niederfrohna             |
| Langenchursdorf | Kompassrose, die auf Nachbargemeinden zeigt | Mittelfrohna, Oberfrohna |
|                 | Rußdorf                                     |                          |

## Geschichte

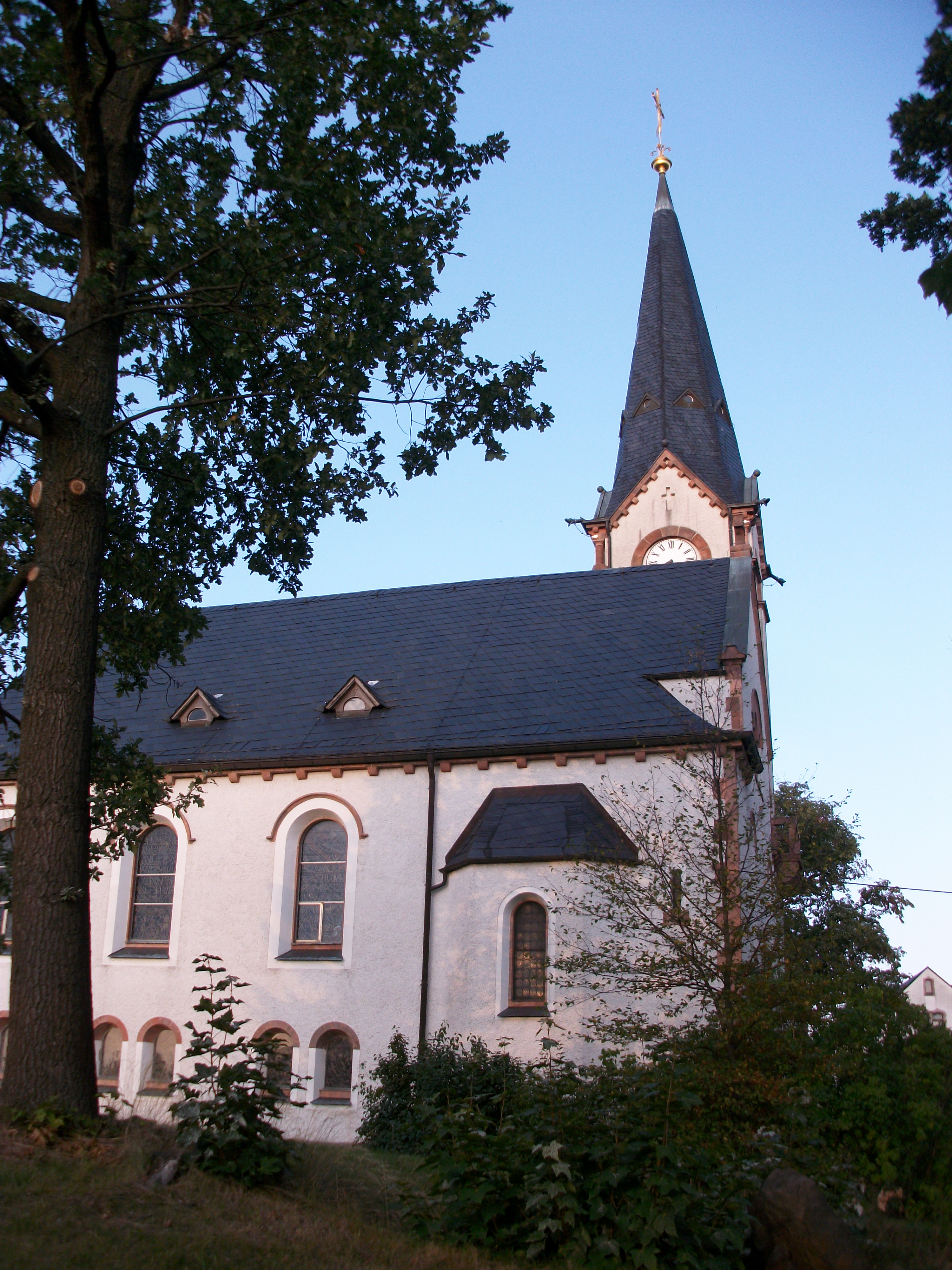
Kirche Bräunsdorf (Limbach-Oberfrohna)

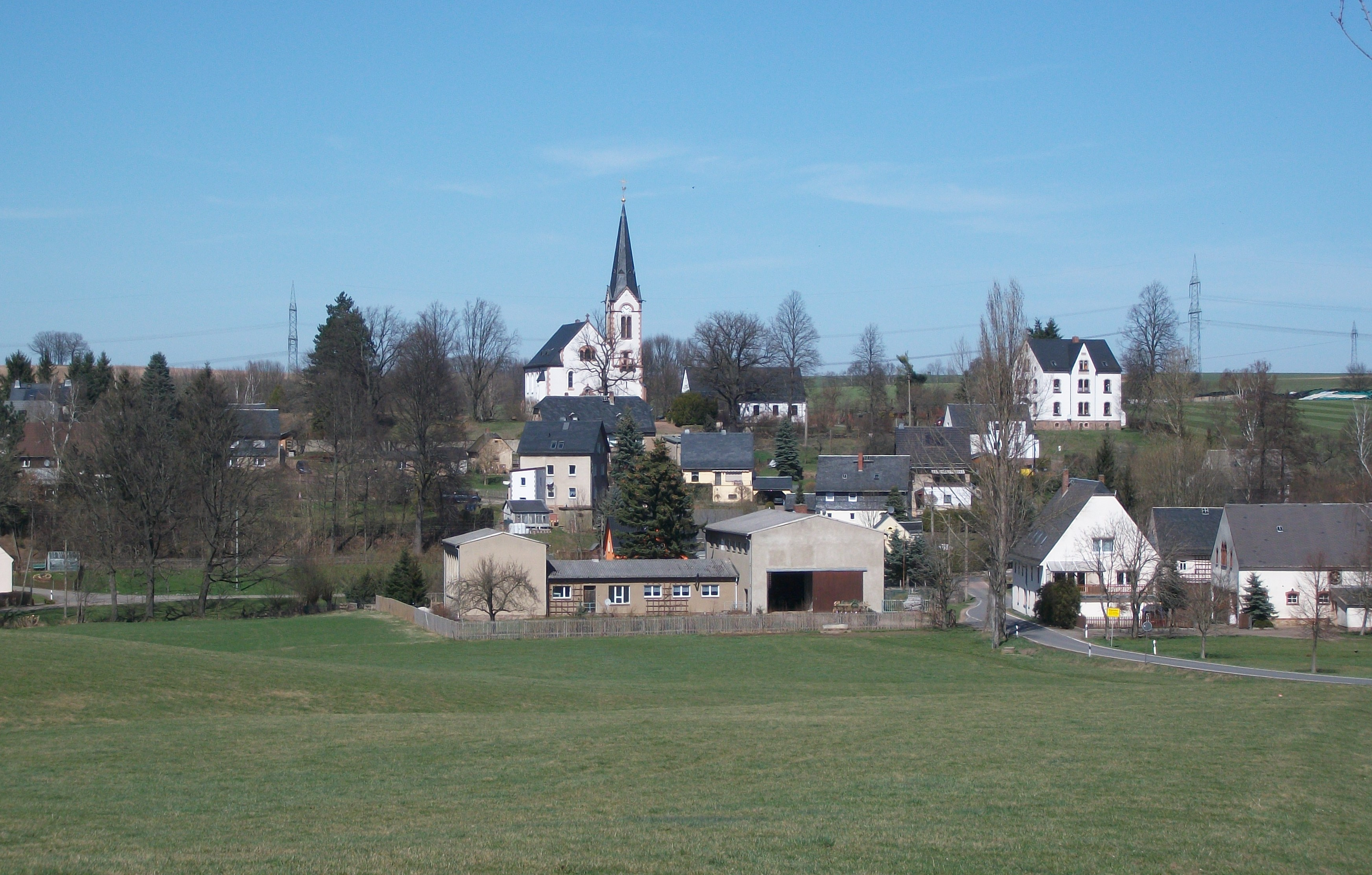
Ortsansicht von Bräunsdorf

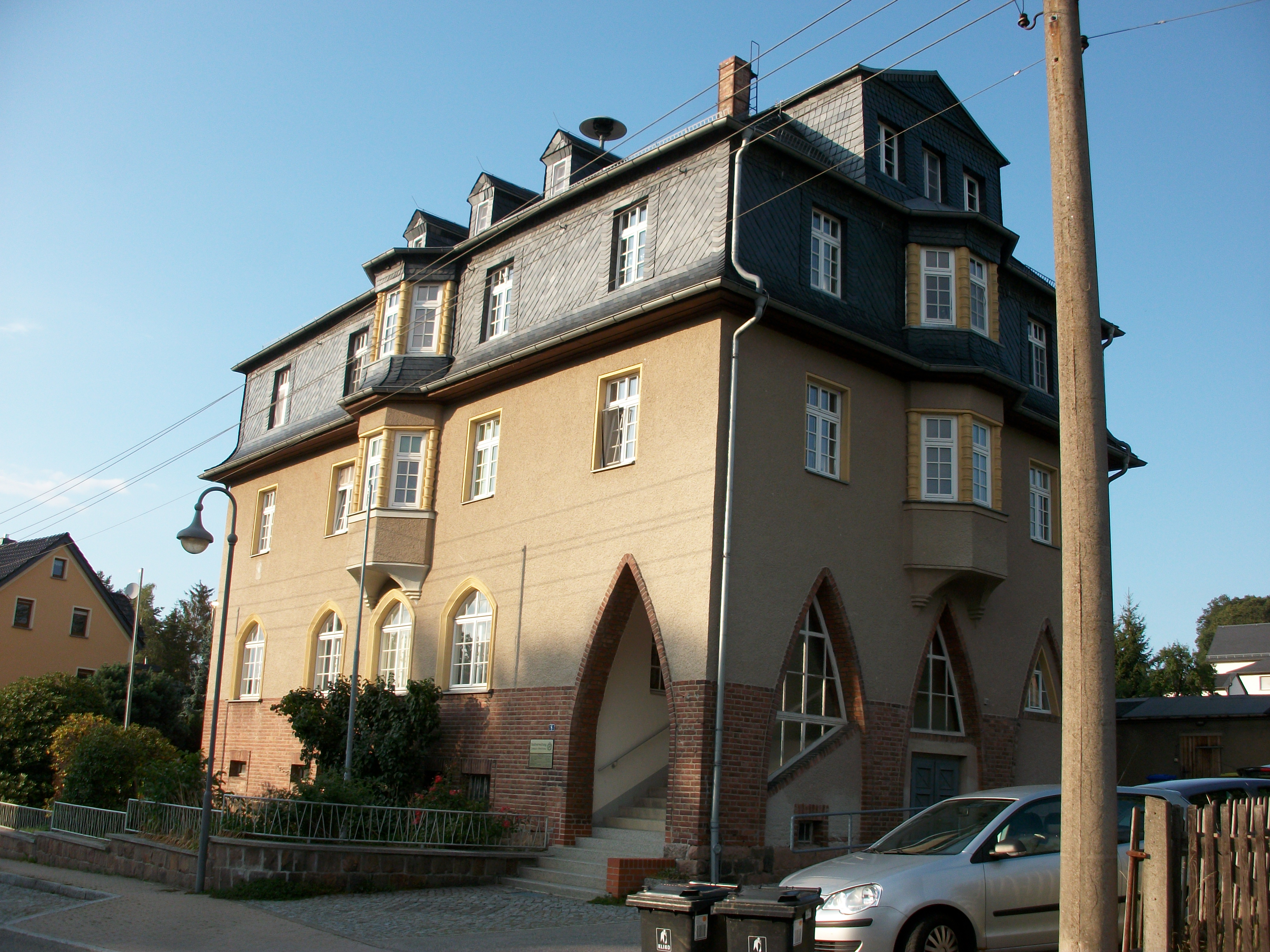
Rathaus Bräunsdorf

Der von Rhein-Main-Fränkischen Siedlern als Waldhufendorf angelegte Ort Bräunsdorf wurde im Jahr 1275 als Brunigesdorf erwähnt. In der gleichen Zeit, d. h. im Jahr 1275 wurde auch bereits die Kirche des Orts genannt. Die Bezeichnung Hermannus de Brunigesdorf deutet auf einen Herrensitz hin. Dieser war zu dieser Zeit im Besitz der Herren von Schönburg, die ihn im Jahr 1297 dem Kloster Geringswalde schenkten. Nach der mit der Reformation einhergehenden Säkularisation und Aufhebung des Klosters Geringswalde im Jahr 1542 kam das Gut Bräunsdorf im Jahr 1543 wieder an die Herren von Schönburg. Um 1552 wurde das Gut Bräunsdorf als Rittergut bezeichnet, welchem allerdings nur ein Teil von Bräunsdorf unterstand. Bezüglich der Grundherrschaft war Bräunsdorf bis ins 19. Jahrhundert geteilt.
Der größere schönburgische Anteil von Bräunsdorf mit dem Rittergut Bräunsdorf gehörte zur Herrschaft Penig, welche die Herren von Schönburg im Jahr 1543 mit den Wettinern getauscht hatten. Somit gehörte Bräunsdorf (schönburgischer Anteil) bis ins 19. Jahrhundert zur Schönburgischen Landesherrschaft Penig unter wettinischer Oberhoheit. Das Rittergut Bräunsdorf kam im Jahr 1647 in Besitz von Wolf Dittrich von Thumbshirn, welchem auch das Schloss Kaufungen im Nachbarort Kaufungen in der wettinischen Herrschaft Wolkenburg gehörte. Da das Rittergut Bräunsdorf seitdem als Vorwerk des Schlosses Kaufungen betrieben wurde, kam es mit diesem im Jahr 1684 in den Besitz der Edlen von der Planitz und ab 1766 in den Besitz der Herren von Einsiedel, welche zugleich Besitzer der Herrschaft Wolkenburg waren. Bräunsdorf (schönburgischer Anteil) gehörte bis 1856 als Exklave zur Schönburgischen Landesherrschaft Penig unter Zuordnung zum kursächsischen bzw. königlich-sächsischen Amt Zwickau (bis 1836) bzw. dem königlich-sächsischen Amt Rochlitz (1836 bis 1856). 1856 kam der bisher schönburgische Anteil von Bräunsdorf zum Gerichtsamt Penig. Der kleinere wettinische Anteil von Bräunsdorf gehörte bis 1856 zum Rittergut Limbach im kursächsischen bzw. königlich-sächsischen Amt Chemnitz. Im Jahr 1856 kam dieser Anteil an das Gerichtsamt Limbach.
Im Jahr 1875 kam der zum Gerichtsamt Penig gehörige Anteil von Bräunsdorf zur Amtshauptmannschaft Rochlitz, der zum Gerichtsamt Limbach gehörige Anteil zur Amtshauptmannschaft Chemnitz. Erst 1880 wurde eine einheitliche Gemeinde gebildet, die nun komplett der Amtshauptmannschaft Chemnitz angehörte. Früher waren die Leinweberei, die Leinbleicherei und die Blaudruckerei neben der Landwirtschaft die Haupterwerbszweige der Einwohner. Im 19. Jahrhundert wurden kleine Textilfabrikationen aufgebaut, zudem gab es mehrere Mühlen. Im Jahr 1897 verkauften die Herren von Einsiedel das Rittergut Bräunsdorf an Curt Heinig. Seit 1925 war Emil Koch verzeichnet. Im Zuge der Bodenreform in der SBZ im Jahr 1945 wurde das Rittergut Bräunsdorf enteignet und an Neubauern verteilt. Die zum Gut führende Straße trägt daher den Namen „Bodenreform“. Das einstige Herrenhaus wurde abgerissen.
Durch die zweite Kreisreform in der DDR kam Bräunsdorf im Jahr 1952 zum Kreis Chemnitz-Land im Bezirk Chemnitz (1953 in Kreis Karl-Marx-Stadt-Land und Bezirk Karl-Marx-Stadt umbenannt), der ab 1990 als sächsischer Landkreis Chemnitz fortgeführt wurde. Bei dessen Auflösung kam Bräunsdorf im Jahr 1994 zum Landkreis Chemnitzer Land, der 2008 im Landkreis Zwickau aufging. Am 1. November 1998 wurde Bräunsdorf in die Große Kreisstadt Limbach-Oberfrohna eingemeindet. Seit 1990 besteht mit der unterfränkischen Gemeinde Leinach eine, insbesondere von den Feuerwehren belebte, Partnerschaft.

## Bildung

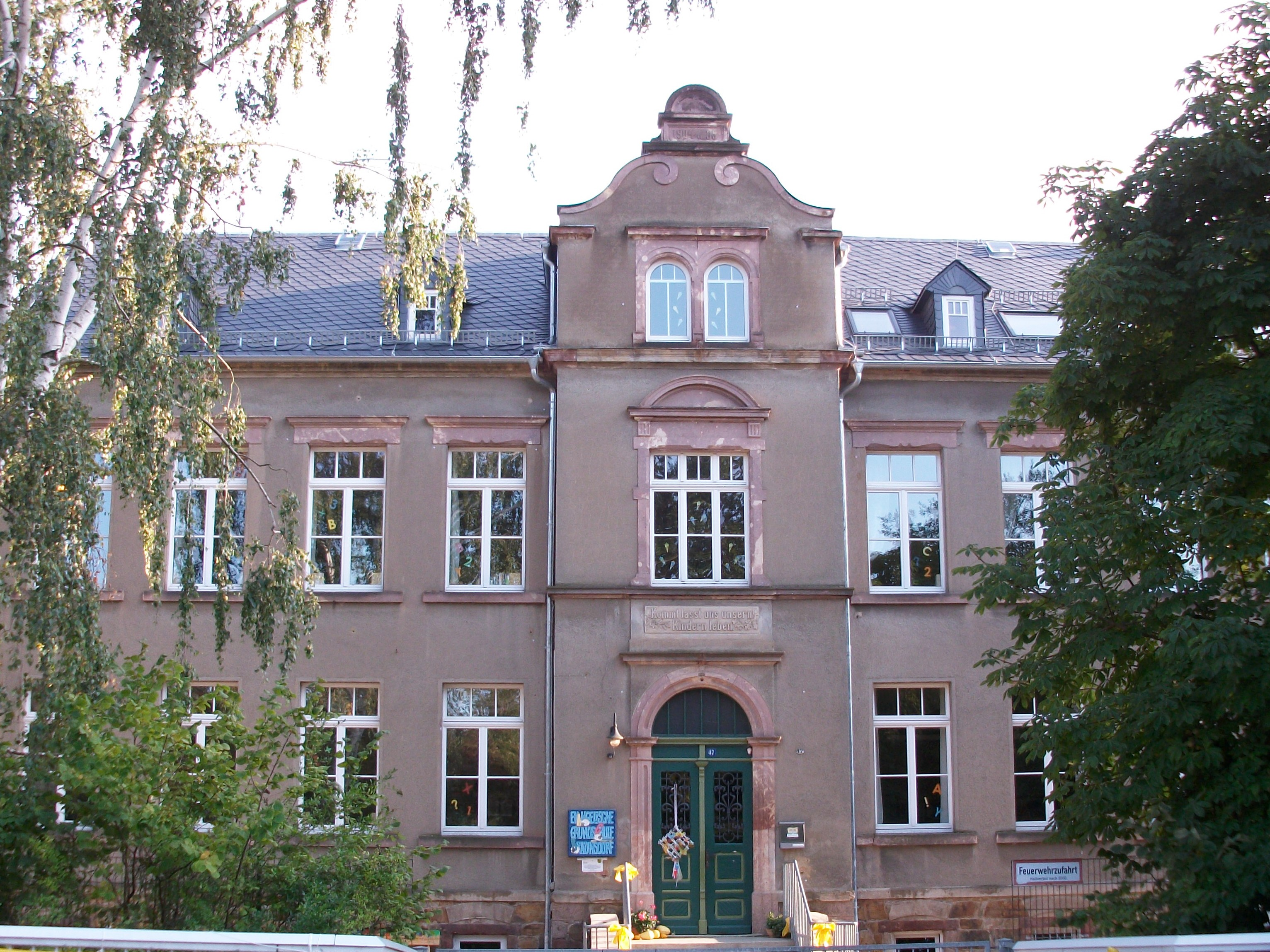
Evangelische Grundschule Bräunsdorf

- Bräunsdorf besitzt eine evangelische Grundschule. Neben dieser befindet sich einen Hort.

## Sehenswürdigkeiten
- Kirche „Zum Guten Hirten“
- Dorfteich mit Insel
- Drei- und Vier-Seiten-Bauernhöfe, die unter Denkmalschutz stehen
- Weitere Fachwerkhäuser
- In Bräunsdorf beginnt der Bergbaulehrpfad durch das Wolkenburger Revier
- Der untere Ortsteil ist ein sächsisches Flächendenkmal.